# نشانگان لورنس–مون
نشانگان لورنس–مون (انگلیسی: Laurence–Moon syndrome) یا به اختصار «LMS»، یک اختلال نادر ژنتیکی از نوع «اتوزومال مغلوب» است که با علائمی همچون «رتینیت پیگمنتوزا»، «انگشتان اضافی»، «پاراپلژی اِسپاستیک»، «کاهش فعالیت غدد جنسی» و «ناتوانی ذهنی» همراه است.
این اختلال نخستین بار در سال ۱۸۶۶ میلادی توسط دو چشم‌پزشک بریتانیایی با نام‌های «جان زاکاریا لورنس» و «رابرت چارلز مون» گزارش شد.
این بیماری از نوع پیش‌رونده بوده و معمولاً از دوران کودکی یا دهه دوم و سوم شروع می‌شود. ۸۰ درصد بیماران از بدو تولد دچار چاقی بیش از حد بوده و با بالا رفتن سن تدریجاً بیشتر نیز می‌شود. مبتلایان به این سندرم دچار ضعف بینایی به علت ورم رنگ‌دانه‌ای و دژنرسانس شبکیه چشم هستند؛ که اکثراً به شب‌کوری و در صورت پیشرفت بیماری، کوری کامل منجر شده و در ۹۰ درصد بیماران دیده می‌شود. اکودکانااز همان ن نوزادی مبتلا به ضعف قوای روانی و عقب‌ماندگی ذهنی هستند اما این ضعف به درجات شدید پیشرفت نمیکن از دیگر نشانگان این بیماری می‌توان به چند انگشتی (شش انگشتی یا بیشتر) بودن این کودکان و کمی رشد اعضای تناسلی اشاره کرد.